# Ryszard Kacynel
Ryszard Kacynel (ur. 16 czerwca 1942 w Pieślach pod Grodnem) – białoruski inżynier i działacz mniejszości polskiej, radny Grodna (1984–1992) i wiceprzewodniczący Związku Polaków na Białorusi (1990–2000). 

## Życiorys
W 1963 ukończył studia na Wydziale Budownictwa Politechniki Białoruskiej w Mińsku. Pracował kolejno jako majster, starszy wykonawca robót i główny inżynier w Zjednoczeniu Bodowlaniczych Trust nr 11 w Grodnie (1963–1967) oraz jako główny inżynier i dyrektor techniczny w Obwodowym Instytucie Projektowania Budownictwa Cywilnego w Grodnie "Grodnograżdanprojekt" (od 1967). 
Od 1984 sprawował mandat deputowanego do Grodzieńskiej Miejskiej Rady Deputowanych Ludowych, stał na czele komisji budownictwa (do 1992). 
W okresie pierestrojki zaangażował się w polskie odrodzenie narodowe na Białorusi. Był m.in. przewodniczącym Stowarzyszenia Kulturalno–Oświatowego im. Adama Mickiewicza (1988–1990), stanął na czele Komisji ds. upamiętnienia żołnierzy rozstrzelanych w Grodnie w 1939 (1992–1994) oraz Komitetu Pamięci im. Adama Mickiewicza jako wiceprzewodniczący (1990–1992) i przewodniczący (1992–1998). 
W 1989 przystąpił do tworzącego się Związku Polaków na Białorusi, pisywał do grodzieńskiego "Głosu znad Niemna". W 1990 objął stanowisko wiceprezesa ZPB ds. kultury (sprawował je do 1993) i ds. inwestycji (do 2000). 
Jako inżynier-budowniczy był wykonawcą licznych obiektów na terenie obwodu grodzieńskiego, m.in. budynków szkół polskich w Grodnie i Wołkowysku. 
Od 2005 związany jest z frakcją ZPB nieuznawaną przez rząd RP za prawowitą reprezentację mniejszości polskiej na Białorusi.